# Nouvelle église de la Nativité-de-la-Mère-de-Dieu de Četereže
Pour les articles homonymes, voir Église de la Nativité-de-la-Mère-de-Dieu.
La nouvelle église de la Nativité-de-la-Mère-de-Dieu de Četereže (en serbe cyrillique : Нова црква Рођења пресвете Богородице у Четережу ; en serbe latin : Nova crkva Rođenja presvete Bogorodice u Četerežu) est une église orthodoxe serbe située à Četereže, dans la municipalité de Žabari et dans le district de Braničevo en Serbie. Elle est inscrite sur la liste des monuments culturels protégés de la république de Serbie (identifiant no SK 565).

## Présentation
L'église a été construite en 1854, à proximité de la vieille église en bois de la Nativité-de-la-Mère-de-Dieu édifiée en 1805. Elle caractéristique du style néo-classique, modulé par des éléments baroques.
Elle est constituée d'une nef unique prolongée par une abside à l'est et des chapelles latérales dans la zone de l'autel ; à l'ouest, elle est précédée par un narthex avec une galerie dominé à l'extérieur par un clocher massif. Les façades sont rythmées par un cordon et par la corniche du toit et, verticalement, par des pilastres et des fenêtres en forme de lancettes, dont certaines sont aveugles.
Les icônes de l'iconostase remontent à la seconde moitié du XIXe siècle ; celles du trône se distinguent particulièrement par leur facture qui montre qu'elles ont été réalisées par le peintre Živko Pavlović. Les fresques sont l'œuvre de l'immigré russe Todor Farafanov et remontent à 1934.
L'église abrite également des livres et des objets liturgiques datant du XIXe siècle.